# 长尖叶蔷薇
长尖叶蔷薇（学名：Rosa longicuspis）为蔷薇科蔷薇属下的一个种。

## 扩展阅读
- 維基物種上的相關：长尖叶蔷薇